# PZL M18 Dromader

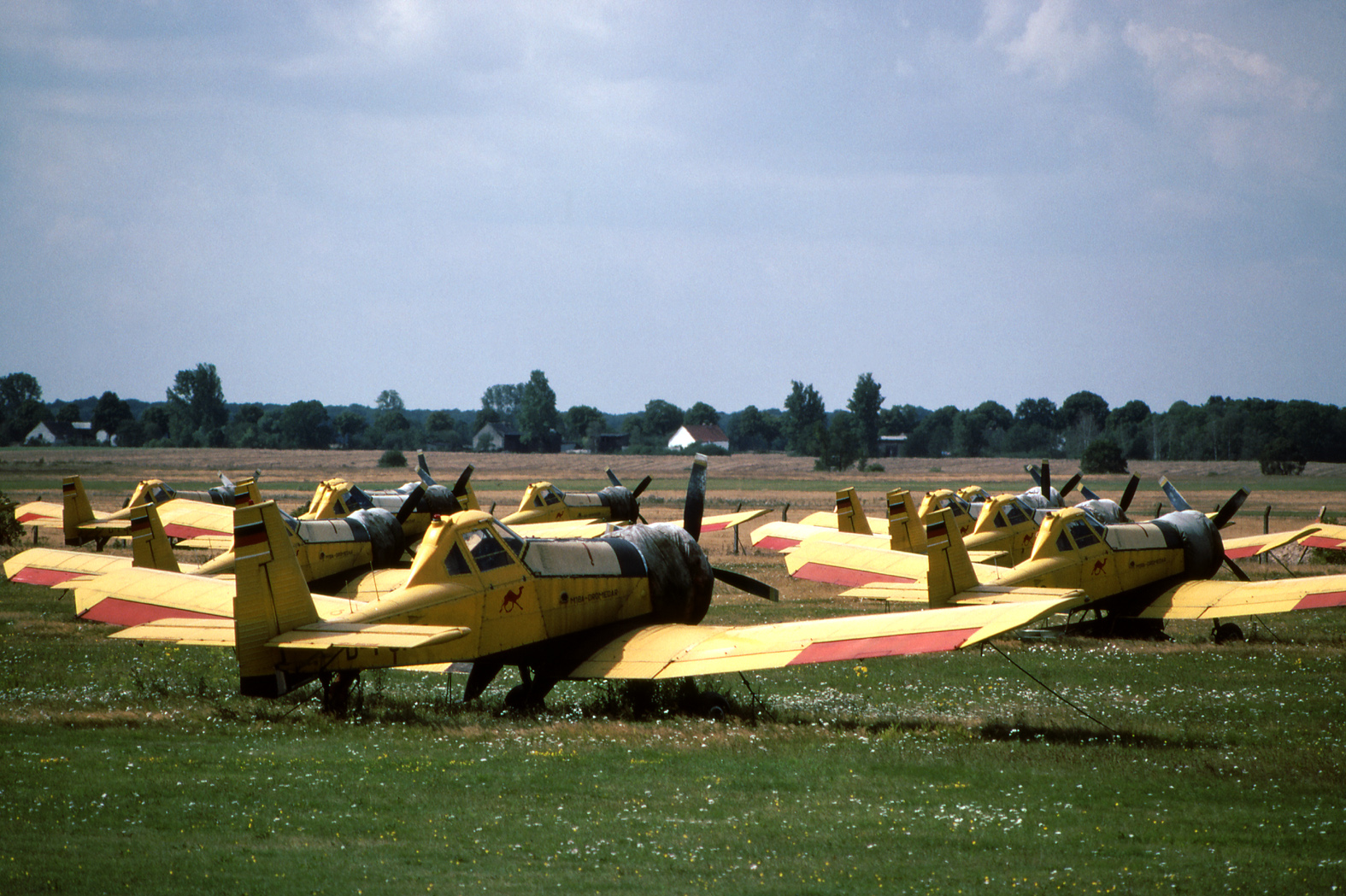
Zum Verkauf abgestellte PZL M-18A der Interflug auf dem Flugplatz Anklam

Die PZL M-18 Dromader (deutsch „Dromedar“)  ist ein Agrarflugzeug des polnischen Flugzeugherstellers PZL.

## Geschichte
Der Tiefdecker wurde Mitte der 1970er-Jahre von PZL unter der Leitung von Jósef Oleksiak in Zusammenarbeit mit der US-amerikanischen Firma Rockwell International entwickelt. Der erste von zwei Prototypen hatte am 27. August 1976 seinen Erstflug. Im Jahr 1978 kam eine Feuerlöschvariante dazu, die am 11. November erstmals flog. Ab 1984 wurde für Interflug die zweisitzige „A“-Variante gefertigt, bei der sich ein zweiter Sitz für den Stationsmechaniker hinter dem Cockpit befindet.
Von 1996 bis heute wird bei PZL die „B“-Version gebaut. Bisher sind etwa 750 Maschinen des Typs M18 in verschiedenen Versionen, darunter auch einige Doppelsteuerversionen für die Ausbildung („AS“ und „BS“), gefertigt worden. Der Iran baut die M18B in kleiner Anzahl in Lizenz.
Der Rumpf des Flugzeuges ist eine Stahlrohrkonstruktion mit einer Länge von 9,50 Metern. Die Spannweite beträgt 17,70 Meter. Der Chemikalientank der „A“-Version hat ein Fassungsvermögen von 2700 Litern. Die Nutzlast beträgt 1250 kg. Die maximale Startmasse beträgt 4200 kg.
Das Agrarflugzeug kann Flüssig- und Feststoffdünger ausbringen und wird auch zur Brandbekämpfung eingesetzt. So hat beispielsweise die griechische Luftwaffe 19 Stück M18B und drei M18BS im Bestand.

## Varianten

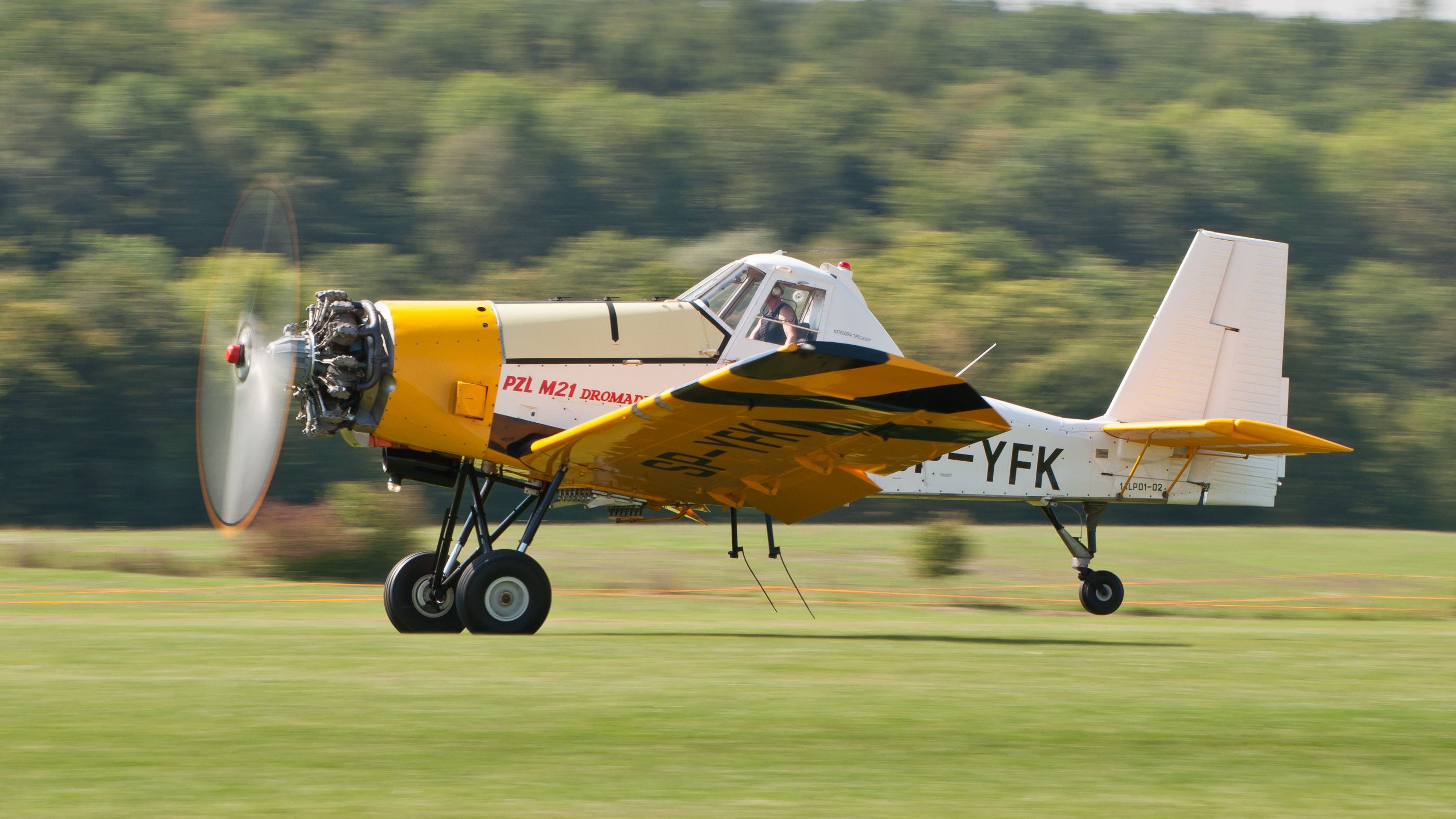
M-21 Dromader Mini

Die PZL M-21 Dromader Mini war eine geometrisch verkleinerte Version der M-18 mit um 150 kg reduzierter Nutzlast. Es wurden zwei Prototypen mit 441 kW leistendem PZL-3S-Motor gebaut. Der Erstflug fand am 18. Juni 1982 statt.
Die PZL M-24 Dromader Super ist eine vergrößerte Variante mit 2000 kg Nutzlast. Von dieser wurden vier Prototypen gebaut. Der Erstflug fand 1987 statt.

## Technische Daten
| Kenngröße             | Daten M-18B                                          |
| --------------------- | ---------------------------------------------------- |
| Besatzung             | 1 Pilot                                              |
| Länge                 | 09,47 m                                              |
| Spannweite            | 17,70 m                                              |
| Höhe                  | 03,70 m                                              |
| Flügelprofil          | NACA-Profil 4416 am Rumpf, 4412 an den Flügelspitzen |
| Flügelfläche          | 40,00 m²                                             |
| Flügelstreckung       | 7,8                                                  |
| Leermasse             | 2710 kg                                              |
| max. Startmasse       | 5300 kg                                              |
| Zuladung              | 2200 kg (teilweise 1 Passagier/Techniker)            |
| Triebwerk             | ein 9-Zylinder-Sternmotor WSK „PZL-Kalisz“ ASz-62IR  |
| Startleistung         | 980 PS (721 kW)                                      |
| Reisegeschwindigkeit  | 230 km/h                                             |
| Höchstgeschwindigkeit | 280 km/h                                             |
| Dienstgipfelhöhe      | 6500 m                                               |
| Reichweite            | 970 km                                               |